# Galipea trifoliata
Galipea trifoliata är en vinruteväxtart som beskrevs av Jean Baptiste Christophe Fusée Aublet. Galipea trifoliata ingår i släktet Galipea och familjen vinruteväxter. Inga underarter finns listade i Catalogue of Life.